# إدوارد أوليندورف
إدوارد أوليندروف (بالإنجليزية: Edward Ullendorff)‏ عالم ومؤرخ بريطاني ولد بتاريخ 25 كانون الثاني/يناير 1920، وتوفي بتاريخ 6 آذار/مارس 2011. وكان شخصية بارزة في الدراسات الإثيوبية وساهم أيضا ً في العمل على اللغات السامية بشكل عام.